# Therese Barbara Brunettiová
Therese Barbara Brunettiová, provdaná Kalivodová (něm. Kalliwoda, zvaná též Rezi, či Resi, 28. ledna 1803, Praha – 28. března 1892, Karlsruhe) byla česko-rakouská zpěvačka a divadelní herečka s italskými kořeny.

## Život a kariéra
Therese Barbara se narodila v Praze jako dcera italského tanečníka Giacoma (Joachima) Brunettiho (1773–1823), který působil jako choreograf Nosticova divadla a uznávané herečky Theresy Brunettiové, rozené Freyové (1782–1864). Jejími sourozenci byli tanečník Johann Brunetti (* 1800), Franz (1809–1894), Friedrich (* 1815) a August (* 1818).
Velikým ctitelem a přítelem její matky Therese byl skladatel Carl Maria von Weber, který působil v Praze jako ředitel opery Nosticova divadla. Ten učil malou Therese Barbaru hudební teorii a hře na klavír. V roce 1817 byla přijata na nově založenou Pražskou konzervatoř, kde spolu s Henrietou Sontagovou (1806–1854) nastoupila do první dívčí třídy zpěvu u profesorky Marianny Czegkové. Obě mladé zpěvačky však porušily školní zákaz veřejného vystupování, když snad již 1818 (nejpozději 1820) účinkovaly v Nosticově divadle pod vedením Jana Karla Liebicha (je však možné, že se jednalo o její matku Therese Brunettiovou). Ředitel konzervatoře Bedřich Diviš Weber pak 12. ledna 1821 rozhodl o jejím vyloučení ze školy.
V téže době nadále působila jako zpěvačka v pražských divadlech.
Dne 15. října 1822 se v Praze provdala za hudebního skladatele Jana Křtitele Václava Kalivodu. Narodil se jim syn Wilhelm, který se později stal kapelníkem karlsruhského divadla.
Manželé Kalliwodovi podnikali četná hudební pěvecká vystoupení Therese Barbary za klavírního doprovodu Jana Václava.
V roce 1866 odešel Kalivoda do výslužby a poslední měsíce svého života strávil s rodinou v Karlsruhe.
Therese Barbara Kalliwoda svého manžela přežila o více než 25 let. Zemřela v Karlsruhe 28. března roku 1892.